# Löntrop
Löntrop ist eine alte Bauerschaft des Vests Recklinghausen und der Landgemeinde Recklinghausen und heute ein bauerschaftlich gebliebener Stadtteil im östlichen Süden Marls im Kreis Recklinghausen, Nordrhein-Westfalen. Es gliedert sich in den Wohnplatz Korthausen im Osten, den Wohnplatz Löntrop im Zentrum und das Gebiet um Forst Materna im Westen, das durch den Loemühlenbach abgetrennt wird und früher zur Bauerschaft Drewer, dem Namensgeber des heutigen urbanen Stadtteils Drewer, im Amt Marl gehörte.
An der Stadtgrenze zu Recklinghausen liegt im Süden Korthausens der Flugplatz Marl-Loemühle, im Grenzgebiet vom zentralen Löntrop zu Materna liegt das Naturschutzgebiet Loemühlenbachtal.

## Lage

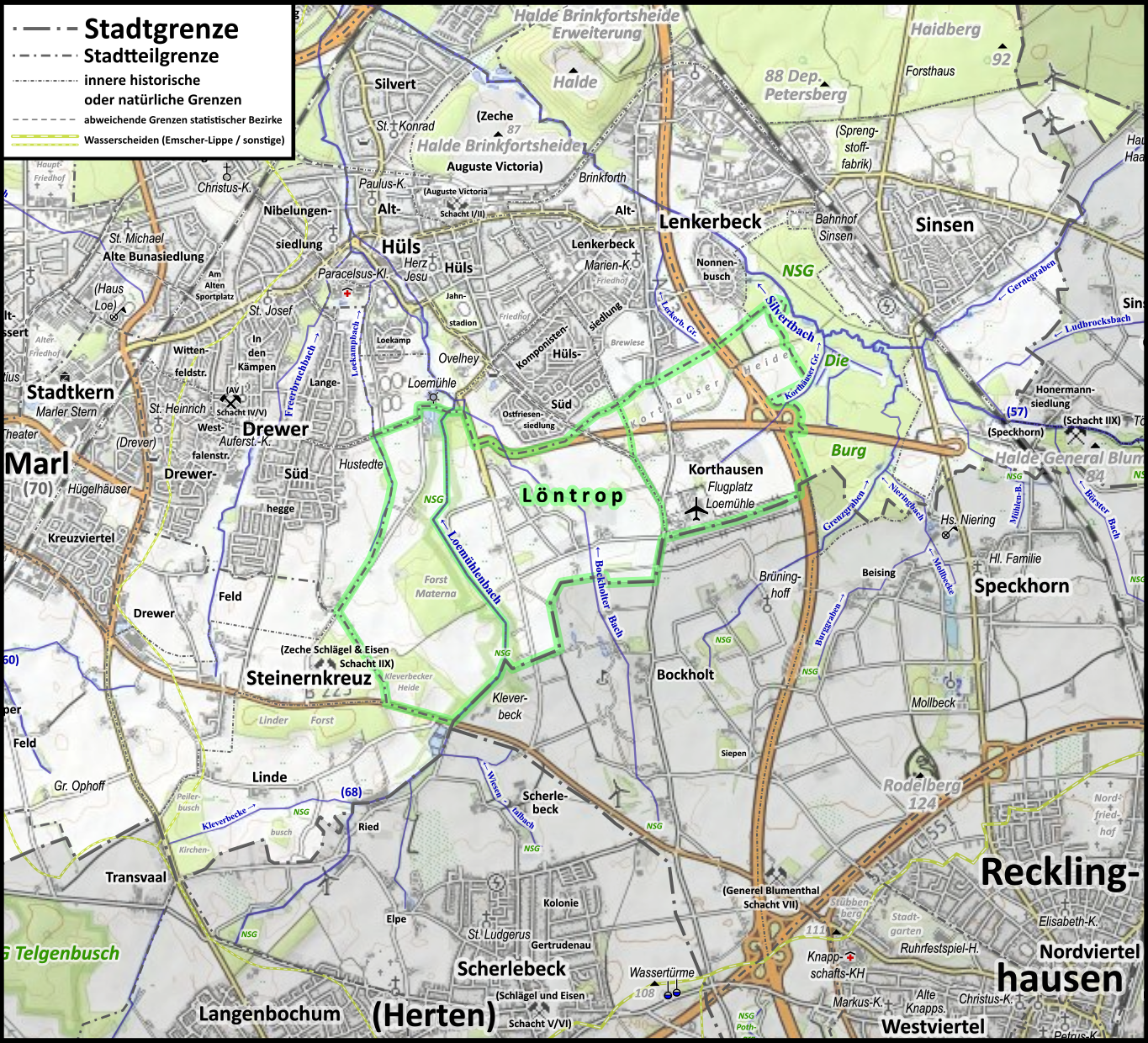
Karte des Stadtteils

Löntrop grenzt nach Süden unmittelbar an die Kreisstadt Recklinghausen, konkret an das ebenfalls bauerschaftlich gebliebene Bockholt, Nordstadtteil Speckhorn/Bockholt. Innerhalb Marls hat es zu allen anderen Stadtteilen vergleichsweise scharfe Grenzen:
- Ostgrenze zu Sinsen-Lenkerbeck ist die Waldgrenze des dortigen NSG Die Burg, die im Süden an die A 43 tritt, weiter nördlicher an die Felder der Korthauser Heide.
- Nordgrenze zu Hüls ist der Löntroper Grenzweg, nach Westen verlängert um die Lipperandstraße.
- Westgrenze des eigentlichen Löntrop ist der Loemühlenbach.
- Westgrenze des erweiterten Löntrop zu Drewer ist der Loekampbach
- Noch weiter südlich ist die Eichenstraße Westgrenze zu Steinernkreuz.

Der Westteil mit Forst Materna umfasst 1,22 km², das zentrale Löntrop 1,72 km² und Korthausen mit dem Flugplatz Marl-Loemühle und der Korthauser Heide 1,30 km², zusammen 4,24 km².

## Geschichte
Sehr alte Karten wiesen Hüls als reinen Wohnplatz in der Bauerschaft Löntrop aus – allerdings in vorpreußischer Zeit. Die Topographische Karte des Kreises Recklinghausen von 1845 weist für Korthausen die eigene Bauerschaft Leuingen aus, die fast zeitgleiche Preußische Uraufnahme von 1842 kennt jedoch nur den Wohnplatz/Hof Korthaus in „Löntrup“, so die damalige Schreibweise. Im Gesetz über die Neuregelung der kommunalen Grenzen im rheinisch-westfälischen Industriebezirke von 1926 ist neben Hüls und Lenkerbeck Löntrop als dritte Bauerschaft der Landgemeinde Recklinghausen aufgeführt, die zur werdenden Stadt Marl überging.
Bereits zwischen 1907 und 1913 muss Hüls-Süd, der Südwesten des heutigen Komponistenviertels (und die Ostfriesensiedlung), von Löntrop an Hüls gegangen sein, da offenbar bereits die urbane Bebauung beschlossen war – obgleich diese erst Jahrzehnte später erfolgte. So stand auf dem Messtischblatt Marl von 1907 unmittelbar südlich des Ovelheider Wegs noch „zu Löntrop“, während 1913 an gleicher Stelle „zu Hüls“ stand.

## Zuordnung zu statistischen Bezirken

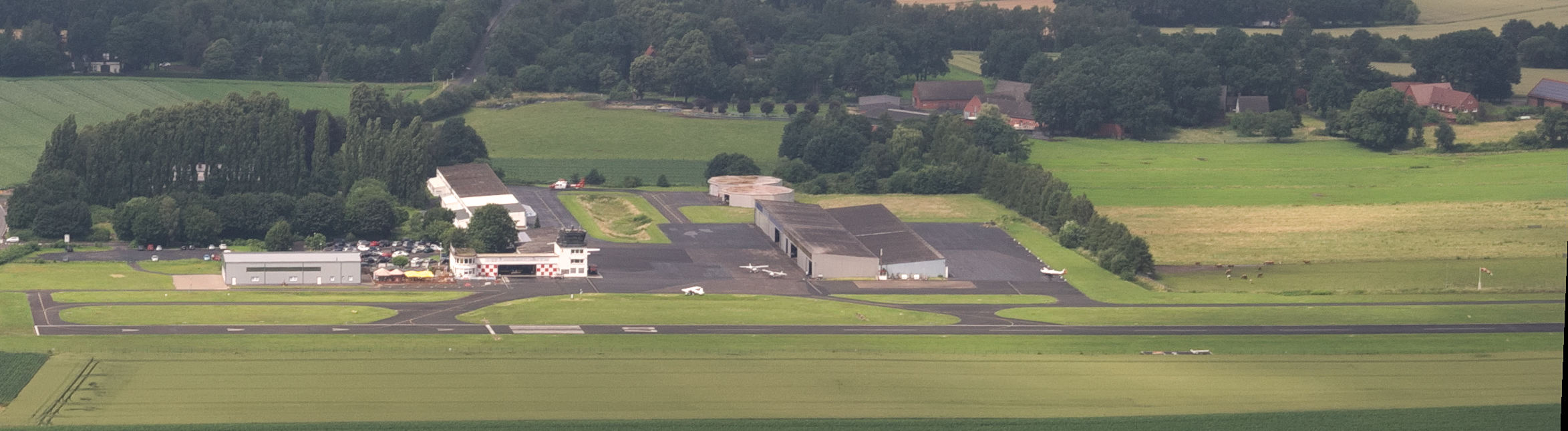
Flugplatz Marl-Loemühle, dahinter der eigentliche Weiler Korthausen

In der statistischen Gliederung tauchen einige ehemalige Bauerschaften, so auch Löntrop, namentlich gar nicht mehr auf. Der größte Teil des zentralen Löntrop bildet zusammen mit dem Westteil nebst Forst Materna den nach der Löntroper Straße Auf Höwings Feld benannten statistischen Bezirk, der der Über-Einheit „Hüls-Süd“ zugeordnet wird, die sich wiederum deutlich vom eigentlichen Hüls-Süd, dem erst später urban erschlossenen Teil von Hüls südlich des Ovelheider Wegs und westlich der Georg-Herwegh-Straße (hinter der Alt-Lenkerbeck, erst seit der 2. Hälfte des 20. Jahrhunderts als Teil von Hüls angesehen, liegt), unterscheidet.
Dieser statistische Bezirk hat 3,947 km² Fläche und Stand Ende 2020 insgesamt 1397 Einwohner. Er enthält Korthausen nicht, vor allem aber vermengt er das zentral in Hüls gelegene Gymnasium im Loekamp, eine Neubausiedlung auf altem Hülser Boden (Loekamptor), Sportanlagen des TSV Marl-Hüls auf altem Boden Drewers und eine Neubausiedlung in Süd-Hüls (Inselsiedlung) mit dem bauerschaftlich gebliebenen alten Löntrop und dem ebenfalls bauerschaftlich gebliebenen Südosten des früheren Drewer. Die Mehrheit der Einwohner dürfte in den beiden Neubausiedlungen wohnen, die historisch weder mit Löntrop noch mit Drewer zu tun haben – wenn man davon absieht, dass Hüls-Süd und damit auch die Inselsiedlung auf Boden liegt, der Anfang des 20. Jahrhunderts von Löntrop nach Hüls ging, da dort Bebauung geplant war.
Korthausen wiederum wird aus unbekannten Gründen dem „Komponistenviertel“ (2,349 km²; 5594 EW) im eigentlichen Hüls-Süd und dem Südteil von Alt-Lenkerbeck zugerechnet, wodurch dort die scheinbare Einwohnerdichte nur noch 2400 Einwohner pro Quadratkilometer beträgt, während sie ohne Korthausen (dort 1,08 km²) und ein kleines Stück Löntrop (0,03 km²) bei rund 4500 läge. Der Osten der Korthauser Heide liegt im statistischen Bezirk des Lenkerbecker Wohnviertels Nonnenbusch.

## Verkehr
Die VRR-Buslinie 223 der Vestischen Straßenbahnen erschließt den Stadtteil mit den Haltestellen Flugplatz und Korthausen.
| Linie | Verlauf | Takt (Mo–Fr) |
| ----- | --- | ------------ |
| 223   | Recklinghausen Hbf – Nordviertel – Marl-Löntrop – Lenkerbeck Feuerwehrhaus – Hüls-Süd – Drewer – Chemiepark Marl – Marl Mitte | 30 min       |

## Galerie

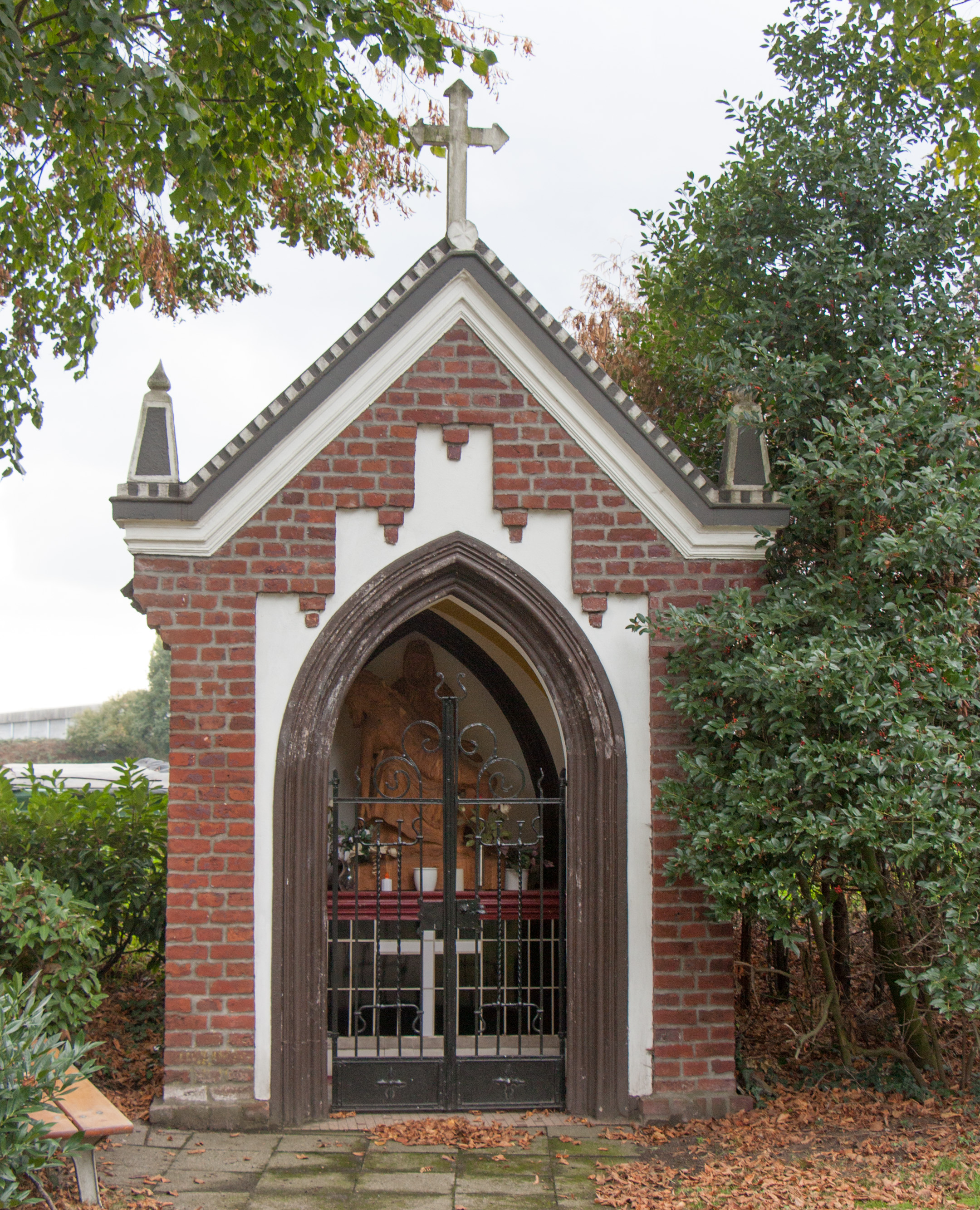
Wegekapelle in Korthausen (unter Denkmalschutz)
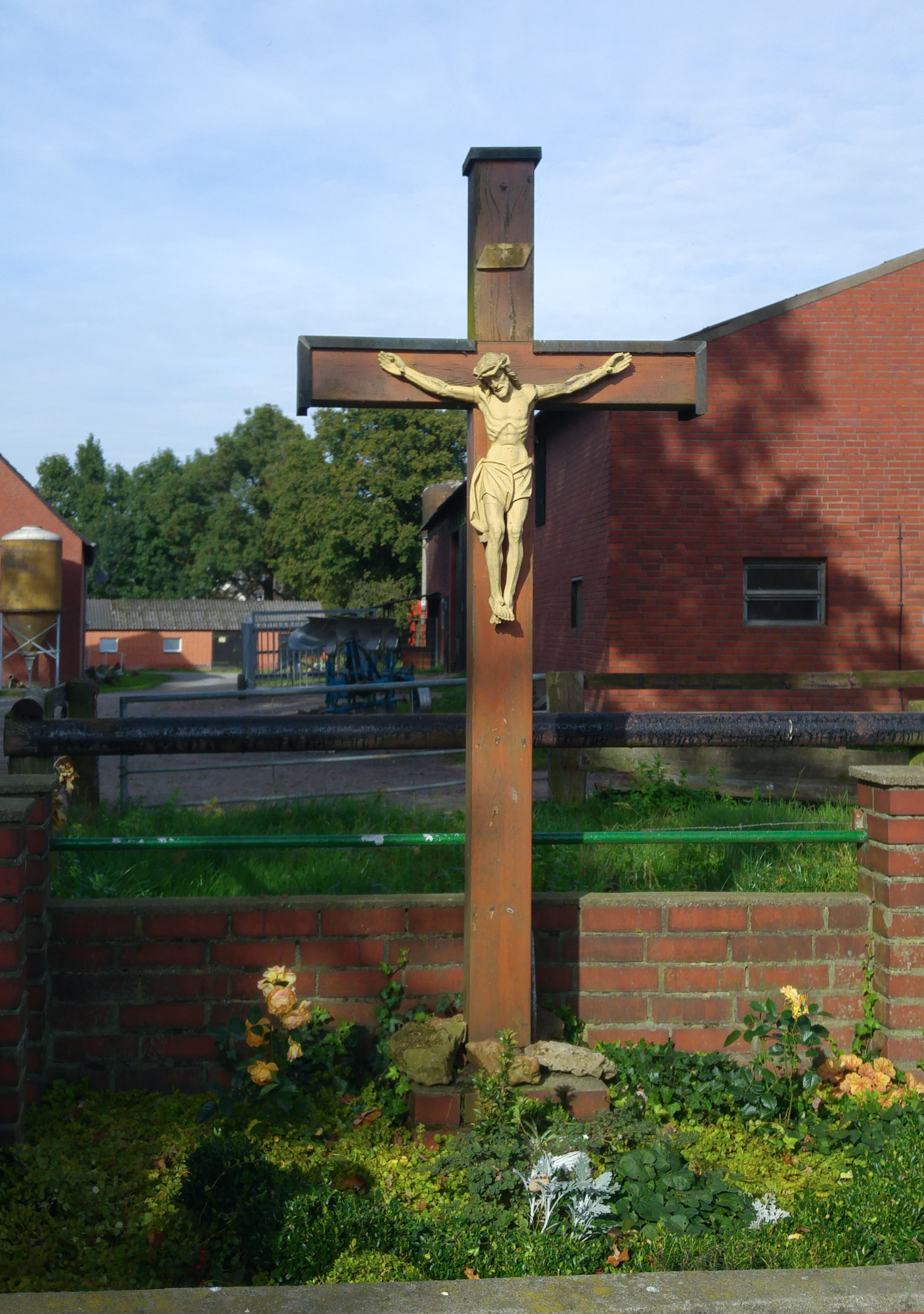
Wegkreuz am Salmsweg
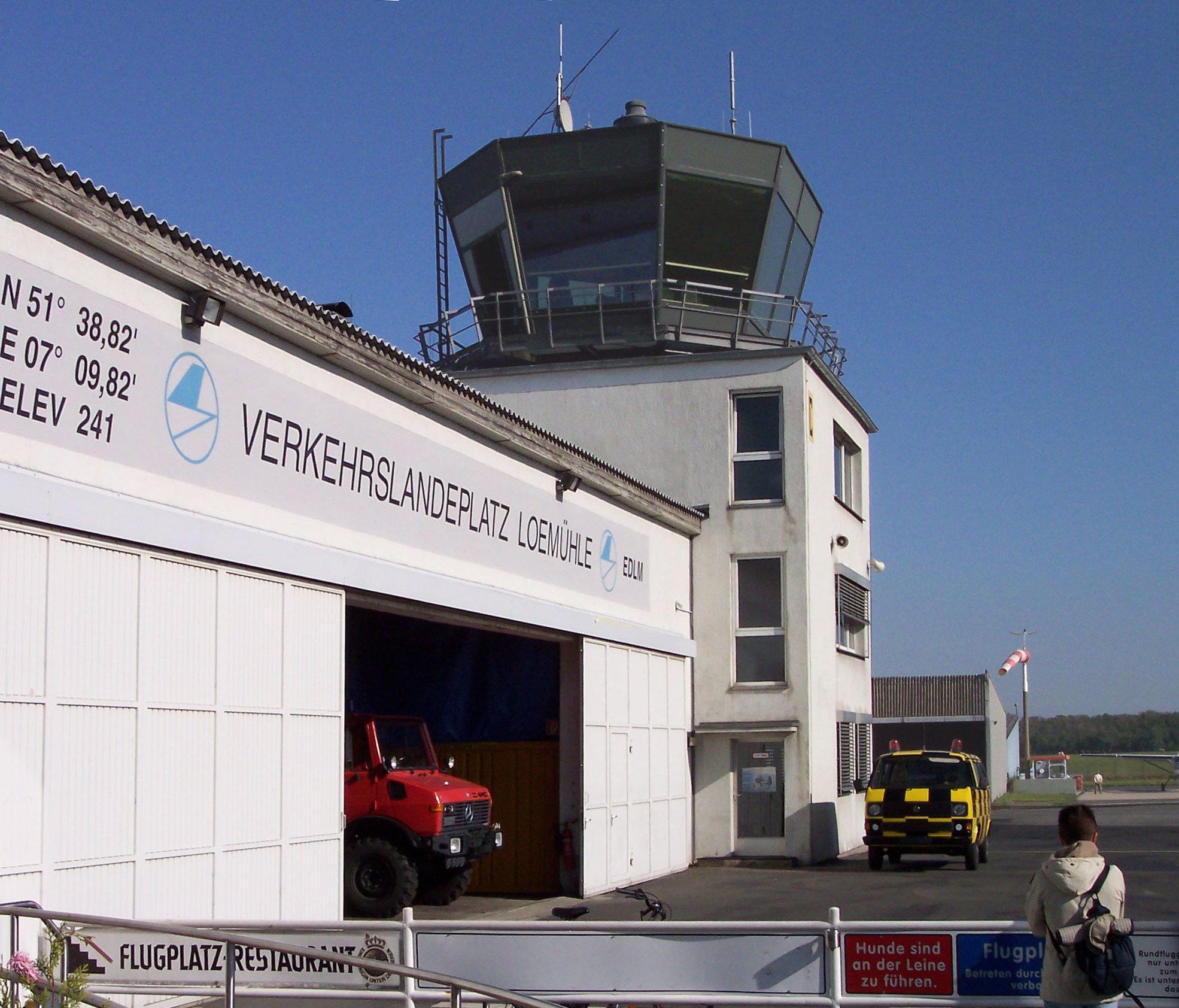
Loemühle Tower

## Globale Quellen
- Topographische Karte der Kreise des Regierungs-Bezirks Muenster, Blatt 08 - Kreis Recklinghausen (1845)
- Preußische Uraufnahme, Blätter Marl und Recklinghausen (1842)[1]
- Preußische Neuaufnahme / Messtischblätter
  - Blatt Marl 1892[1] / 1894 / 1907 / 1913 / 1921[7] / 1925[8] / 1931 / „1936–1845“(≈1942)[1] / 1942 / 1949 / 1953 / 1959 / 1966 / 1972 / 1976 / 1980 / 1989 / 2000
  - Blatt Recklinghausen 1892[1] / 1894 / 1907 / 1921 / 1926 / 1931 / „1936–1845“[1] / 1942 / 1949 / 1959 / 1972 / 1980 / 1989 / 2000
- Karte des Deutschen Reiches 1 : 100.000, Ende 19. Jahrhundert (nebenstehend)
- Topographische Übersichtskarte des Deutschen Reichs 1 : 200.000, Blatt Wesel 1939[9][10]
- Karte der Stadtteile Marls zwischen 1841 und 1975[11]
- Karte der statistischen Bezirke Marls, Stand April 2010[6]